# Зудлов, Сергей Анфиногенович
Сергей Анфиногенович Зудлов, в Указе о награждении званием Героя Советского Союза — Сергей Александрович (1 октября 1919, Самодуровка, Саратовская губерния — 21 сентября 1943, Щорский район, Черниговская область) — Герой Советского Союза, гвардии младший лейтенант, командир взвода разведки.

## Биография
Сергей Анфиногенович Зудлов родился 1 октября 1919 года в Самодуровке Хвалынского уезда. После окончания школы в 1937 году пошёл добровольцем в Красную Армию. Участник похода советских войск в Бессарабию в 1940 году. Демобилизовавшись накануне войны, работал в милиции.
С начала Великой Отечественной войны до сентября 1943 года сражался на Южном, Юго-Западном, Западном и Центральном фронтах. Участник обороны Одессы, Сталинградской и Курской битв и освобождения Украины.
Разгромив фашистов под Курском, наши части устремились к Днепру. На рубеже реки Снов отступающие гитлеровцы заняли заранее подготовленные позиции. Командир полка поставил перед взводом Зудлова задачу: к 16 часам 20 сентября 1943 года форсировать Снов, захватить плацдарм на западном берегу и удержать его до подхода подкреплений. Взвод под командованием младшего лейтенанта Зудлова поставленное задание выполнил, обеспечив район намеченной переправы от ружейно-пулеметного огня противника. В начавшихся контратаках 15 советских разведчиков приняли бой с превосходящими силами противника.
Врагу всё-таки удалось окружить советских воинов. В течение шести часов шёл бой. От меткого огня разведчиков полегло более сотни гитлеровцев. Зудлов с товарищами не отступили, обеспечив переправу основных сил полка.
Утром 21 сентября бой на плацдарме возобновился с новой силой. Разведчики Зудлова продвинулись далеко вперед, вклинились в расположение противника. В схватке с гитлеровцами Зудлов был тяжело ранен и вскоре скончался.
С воинскими почестями он был похоронен в селе Смяч Черниговской области.
Указом Президиума Верховного Совета СССР «О присвоении звания Героя Советского Союза генералам, офицерскому, сержантскому и рядовому составу Красной Армии» от 15 января 1944 года за «образцовое выполнение боевых заданий командования на фронте борьбы с немецкими захватчиками и проявленными при этом отвагу и геройство» удостоен звания Героя Советского Союза посмертно.

## Память
- В с. Смяч на братской могиле советских воинов, погибших в 1943 г., среди них Герои Советского Союза С. А. Зудлов, Я. Г. Сульдин, установлен памятник.
- На родине Героя на здании средней школы установлена мемориальная доска.
- Именем Героя был назван пассажирский теплоход проекта 544 речного флота УССР — «Герой С. Зудлов»[4]. Также этот теплоход эпизодически фигурирует в художественном фильме «Когда становятся взрослыми» (1985).

## Награды
- Медаль «Золотая Звезда».
- Орден Ленина.
- Медаль «За боевые заслуги» (1943).
- Медаль «За оборону Одессы».